# Newestino (gmina)
Newestino (bułg. Община Невестино) – gmina w zachodniej Bułgarii, w obwodzie Kiustendił.

## Miejscowości
Miejscowości wchodzące w skład gminy Newestino:
- Cyrwarica (bułg.: Църварица),
- Czetirci (bułg.: Четирци),
- Dłychczewo-Sablar (bułg.: Длъхчево-Сабляр),
- Dołna Koznica (bułg.: Долна Козница),
- Drumochar (bułg.: Друмохар),
- Eremija (bułg.: Еремия),
- Ilija (bułg.: Илия),
- Kadrowica (bułg.: Кадровица),
- Lilacz (bułg.: Лиляч),
- Myrwodoł (bułg.: Мърводол),
- Nedełkowa Grasztica (bułg.: Неделкова Гращица),
- Newestino (bułg.: Невестино) – siedziba gminy,
- Pastuch (bułg.: Пастух),
- Pełatikowo (bułg.: Пелатиково),
- Rakowo (bułg.: Раково),
- Raszka Grasztica (bułg.: Рашка Гращица),
- Smoliczano (bułg.: Смоличано),
- Stradałowo (bułg.: Страдалово),
- Tiszanowo (bułg.: Тишаново),
- Waksewo (bułg.: Ваксево),
- Wetren (bułg.: Ветрен),
- Zgurowo (bułg.: Згурово).